# 圣阿芒 (阿列日省)
圣阿芒（法語：Saint-Amans，法語發音：[sɛ̃t‿amɑ̃] ⓘ）是法国阿列日省的一个旧市镇，属于帕米耶区。2023年1月1日，圣阿芒并入市镇贝扎克。

## 地理
圣阿芒（43°9'25"N, 1°32'51"E）面积2.64 平方千米，位于法国奧克西塔尼大區阿列日省，该省份为法国西南部内陆省份，西部和北部与上加龙省接壤，东临奥德省，东南至东比利牛斯省接壤，南与安道尔和西班牙接壤。
与圣阿芒接壤的市镇（或旧市镇、城区）包括：贝扎克、博纳克、埃斯科斯、安藏。

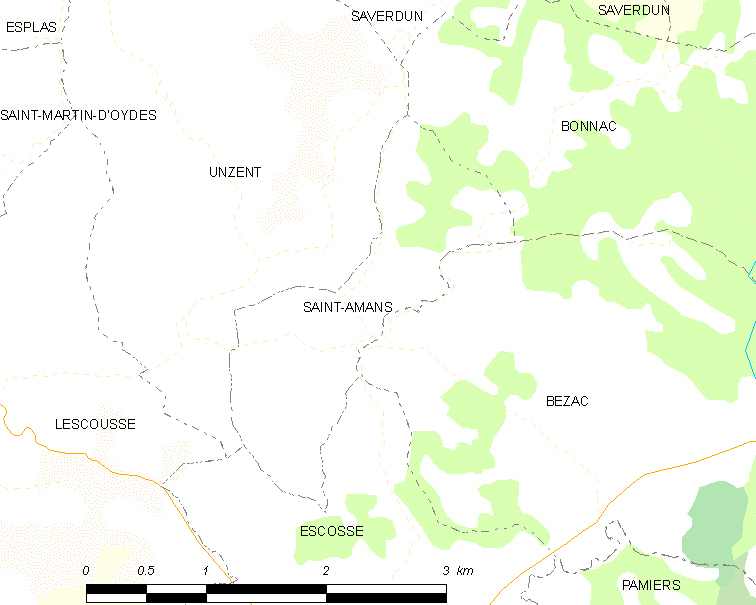
的OSM定位图

圣阿芒的时区为UTC+01:00、UTC+02:00（夏令时）。

## 行政
圣阿芒的邮政编码为09100，INSEE市镇编码为09255。

## 政治
圣阿芒所属的省级选区为帕米耶第一县。

## 人口

1962-2008年间人口变化图示

圣阿芒于2020年1月1日时的人口数量为41人。